# Musa Khan
Musa Khan (mort el 18 de juliol de 1337) fou un kan de Pèrsia, de la dinastia il-kànida tot i no ser pròpiament un il-kànida. Va governar breument tutelat per l'amir Ali Padshah. Era fill d'Ali i net de Baidu.

## Proclamació per Ali Padshah
Quan Abu Said Bahadur Khan va morir (30 de novembre de 1335) no deixava fills però la seva esposa Delsad Khatun estava embarasada i esperava un fill que havia de néixer el maig del 1336. Fins al naixement del fill les faccions van maniobrar per imposar-se. A l'ordo que es va fer a la mort del kan els amirs van proposar un governant temporal fins que els emirs decidissin qui seria l'escollit i com a tal governant temporal es va proposar a Sati Beg, la filla d'Oldjeitu, però el visir Ghiyat al-Din Muhammad, fill de l'historiador Rashid al-Din suggeria una solució mes permanent i va revelar que el kan difunt havia designat hereu a Arpa Khan, un descendent de Tolui Khan. A manca d'acord entre els emirs, el visir va poder imposar al seu candidat, la mateixa nit de la mort d'Abu Said i l'endemà la khutba ja es va llegir en el seu nom (nom de regne Muizz al-Dunya wa-al-Din Mahmud) sent entronitzat a la plana de Karabagh el 5 de desembre de 1335 i per reforçar la seva legitimitat fou casat amb Sati Beg. Ali Padshah, l'emir cap de la facció oirat (oncle matern d'Abu Said Bahadur Khan i germà de la mare Haji Khatun), promovia a Musa, descendent de Baidu Khan; Ali Padshah era el comandant de les forces oirat estacionades a Mesopotàmia (Bagdad i Diyarbakir) que estaven molt cohesionades; l'embarassada Delsad Khatun, la nit de la mort del seu marit Abu Said havia fugit a Bagdad i s'havia posat sota protecció d'Ali Padshah. Ali Padshah va esdevenir guardià de Delsad Khatun, suposadament per defensar els drets del fill no nascut (si era mascle) però mentre va decidir promoure al seu candidat Musa Khan. Quasi al mateix temps al Khurasan occidental els amirs donaven suport a Togha Temur descendent del germà petit de Genguis Khan, Joci Khasar.

## Guerra d'Ali Padshah i Musa Khan contra Ghiyat al-Din i Arpa Khan
El 1336 les forces del visir Ghiyat al-Din Muhammad (amb Arpa Khan) i d'Ali Padshah (amb el seu kan Musa), es van enfrontar al camp de batalla a Mesopotàmia: les forces del visir eren mes nombroses però Ali Padshah va resultar victoriós quan dos emirs que donaven suport a Arpa van canviar de bàndol i es va fer circular el rumor de que Musa i Padshah havien estat derrotats i els d'Arpa es van confiar sent derrotats a la batalla del riu Jagatu o Jaghatu (modern Zarrina Rud) el mes de maig de 1336 (probablement el dia 9). Giyhat al-Din Muhammad i el seu germà Pir Sultan van ser fets presoners i portats davant Ali Padshah que tenia intenció de perdonar la seva vida, però els amirs van presionar per la seva execució, que es va portar a terme. Arpa Khan fou fet presoner a Sultaniya i portat a Ujan on finalment Ghiyath al-Din Khay Khusraw, fill de l'indjúida Xaraf al-Din Mahmud Xah que havia estat executat per ordre d'Arpa Khan, en venjança per la mort del seu pare, el va fer matar el 15 de maig de 1336.
Tot havia sortit bé per a Ali Padshah i Musa Khan, si bé finalment Delsad Khatun va donar a llum a una filla (nou dies després de la batalla, probablement el 18 de maig), i així Musa quedava reafermat com a kan. El visir de Musa era Jamal Haji ibn Taj al-Din Ali Shirvani, que tenia la confiança d'Ali Padshah. D'aquesta manera l'oposició a Musa es va centrar en Anatòlia, on Shaykh Hasan (Hasan Buzurg) era vist com el principal enemic, tot i que havia declarat la seva neutralitat entre Arpa i Musa sense reconèixer a cap d'ells. Un altre enemic notable era l'emir Haji Taghay, fill de l'amir Sutay Akhtaji, que havia estat governador de Diyarbakir nomenat per Oldjeitu fins a la seva mort el 1331/1332 (aleshores el govern de Diyarbakir va passar a Ali Padshah). Diyarbakir, tot i estar en poder d'Ali Padshah era pretès pels mamelucs i per Haji Taghay. Ali Padshah va fer un pacte amb el sultà mameluc a qui va oferir que si l'ajudava contra els fills d'Arpa Khan i contra Haji Taghay, li reconeixeria la sobirania sobre Bagdad (cal suposar l'Iraq Arabí) on Ali Padshah actuaria com el seu delegat.

## Lluita entre Hasan Buzurg Jalayr i Ali Padshah
Haji Taghay pel seu costat va buscar l'aliança del governador de Rum (Anatòlia) Shaykh Hasan (Hasan Buzurg) i va aconseguir reagrupar també a diversos amirs oposats a l'hegemonia oirat. Shaykh Hasan va cridar a un príncep hulugeida de nom Muhàmmad Khan amb el qual es va trobar a Tabriz on el va fer coronar. El govern d'Anatòlia el va deixar al seu lloctinent, que ja havia estat governador, Ala al-Din Eretna.
Es va intentar un compromís entre les dues faccions que no va reeixir i finalment la batalla es va lliurar el 24 de juliol de 1336 a Qara Durra o Qarā Durrah, prop d'Ala Dagh, resultant vencedor Hasan Burzurg i el seu protegit Muhàmmad Khan. Inicialment Ali Padshah va proposar a Hasan que els dos kans pretendents lliuressin la batalla sense el suport dels dos amirs, que es retirarien a una posició més elevada. Hasan s'hauria mostrat d'acord i es va retirar amb els seus dos mil cavallers a un turó proper; la batalla es va lliurar i els oirats van obtenir una victòria completa (entre els seguidors de Muhàmmad Khan hi havia molts georgians i cristians d'Àsia Menor) i els derrotats foren perseguits pels vencedors; Ali Padshah es va dirigir al riu per fer les seves ablucions i les seves tropes es van treure les armadures i el van seguir; Hasan se'n va adonar i amb els seus dos mil cavallers va carregar contra ells i va matar a Ali Padshah; Musa va fugir i Muhàmmad Khan, que havia fugit, quan es va assabentar de les noves noticies, va retornar.
Ḥājī Ṭaghāy ibn Sūtāy va recuperar Diyarbakir, incloent Mosul i Akhlat; Hasan es va assegurar el control de les tropes oirats i també l'autoritat a Bagdad. Hasan va enviar al seu ''naib'' Kara Husun i a l'amir uigur Akurpukh en persecució de Musa Khan i els seus i ell mateix es va dirigir cap a Tabriz on va entrar sense lluita.

## Intervenció de Togha Temur
Hasan va entrar en conflicte amb algun dels emirs, especialment amb l'uigur Igrandj (a alguna font és esmentat com Apurkukh o Aparkukh, l'amir abans esmentat que va perseguir a Musa). Igrandj i els seus partidaris es van aliar amb els amirs del Khurasan Shaykh Ali ibn Ali Kurshdji, Ali Jafar i Arghun Shah, que van proclamar com kan a Togha Temur, un descendent de Kaydu establert al Gurgan el 1337, llegint la khutba en el seu nom. Els khurasànides amb Togha Temur al front, es van dirigir a l'Azerbaidjan, i pel camí se'ls va unir el pretendent Musa Khan, que disposava del suport dels oirats amb els que vivia refugiat. Els dos pretendents van acordar el repartiment de Pèrsia; però a la batalla contra Hasan Buzurg foren derrotats a la riba del Garmarud (a l'oest de Miyana) el 14 de juliol de 1337. Togha Temur es va retirar a Bistam, al Gurgan, on va seguir governant com a kan il-kànida reconegut a Gurgan i Mazanderan i en diversos moments al Khurasan. Musa Khan també va fugir però fou capturat quatre dies després i executat immediatament (18 de juliol de 1337).